# Бромли, Кристан
Кристан Бромли (англ. Kristan Bromley; род. 7 марта 1972, Россендейл, Северо-Западная Англия) — британский скелетонист, выступающий за сборную Великобритании с 1996 года. Участник четырёх зимних Олимпийских игр, чемпион мира, двукратный обладатель Кубка мира, трижды чемпион Европы, многократный победитель национального первенства. Также известен как конструктор саней для скелетона.

## Биография
Кристан Бромли родился 7 марта 1972 года в городе Россендейл, графство Ланкашир. После окончания школы поступил в Ноттингемский университет, где впоследствии защитил докторскую диссертацию на тему «Факторы, влияющие на скольжение саней для скелетона», за что был прозван журналистами Доктором Льдом. Изначально не планировал делать спортивную карьеру и переходить в профессиональные скелетонисты, однако заинтересованность физическими и аэродинамическими свойствами саней всё больше склоняла его к официальным соревнованиям, где можно было бы самостоятельно опробовать спроектированные образцы, одновременно проверив их на конкурентоспособность. Таким образом в январе 1996 года Бромли дебютировал на Кубке мира, но, в силу недостатка опыта, первое время серьёзных результатов не показывал.
Тем не менее, со временем результаты Кристана Бромли становились всё лучше и лучше, так, в сезоне 1997/98 он занял уже пятое место общего зачёта, а год спустя на этапе в канадском Калгари одержал первую кубковую победу. Благодаря этим достижениям удостоился права защищать честь страны на Олимпийских играх в Солт-Лейк-Сити, где по итогам всех заездов занял тринадцатое место. В 2003 и 2004 годах завоевал две золотые медали на чемпионатах Европы в немецком Альтенберге, тогда как на Кубке мира 2003/04 после всех этапов занял первое место общего зачёта и, соответственно, стал обладателем этого трофея. Выбившись в лидеры сборной, отправился на Олимпиаду 2006 года в Турин, боролся за призовые позиции, но немного не дотянул до подиума, оставшись пятым.
Самым успешным в карьере Кристана Бромли получился 2008 год, когда он стал первым и единственным в истории спортсменом зимних видов спорта, кому в одном сезоне удалось выиграть сразу три главных спортивных старта: чемпионат мира, чемпионат Европы и Кубок мира. Помимо всего прочего, золото мирового первенства стало первым для Великобритании с 1965 года. На чемпионате Европы 2009 года в швейцарском Санкт-Морице Бромли выиграл серебро, приехав вторым. Ездил соревноваться на Олимпийские игры 2010 года в Ванкувер и занял там шестое место.
Женат на британской скелетонистке Шелли Рудман, которая в октябре 2007 года родила ему дочь. Кроме спортивных выступлений, Бромли также является известным конструктором саней для скелетона, поставляя инвентарь многим именитым атлетам. Вместе с братом Ричардом у него в Шеффилде основана соответствующая компания под названием Bromley Technologies Ltd., занимающаяся проектированием современных саней. В связи с этой деятельностью Кристана даже сняли в документальном фильме канала «Дискавери», где он рассказывает о подготовке к Олимпиаде в Турине и тестировании новых саней на трассе в Чезана-Париоль. Выступает послом благотворительной спортивной организации «Право играть».
В 2014 году Бромли побывал на Олимпийских играх в Сочи, где финишировал восьмым.